# Giovanni Battista Riccioli
Giovanni Battista Riccioli (Ferrara, Estats Pontificis, 17 d'abril de 1598 - Bolonya, Estats Pontificis, 25 de juny de 1671), va ser un matemàtic i astrònom jesuïta italià del segle xvii.

## Vida
Riccioli va ingressar a la Companyia de Jesús el 1614, amb només setze anys. Després de dos anys de noviciat, va efectuar els seus estudis acadèmics a Ferrara, Piacenza i Parma successivament. En aquesta darrera ciutat va rebre les classes de Giuseppe Biancani que va tenir una forta influència sobre ell a iniciar-lo en l'astronomia matemàtica.
Ordenat sacerdot l'hivern de 1627-28, volia anar de missioner a la Xina, però els seus superiors van preferir que restés a Itàlia donant classes als col·legis jesuïtes: Parma (1629-1632 i 1635), Màntua (1633-1634) i Bolonya (1636 fins a la seva mort).
Durant el seu primer període a Parma, va dirigir experiments, amb Niccolò Cabeo sobre la caiguda lliure dels cossos i sobre el moviment pendular. En retornar a Parma el 1635, va retornar a l'estudi de l'astronomia en què l'havia iniciat Biancani, dedicant-se sobretot a l'observació de la Lluna. Aquí va tenir com a deixeble a Francesco Maria Grimaldi que el seguiria a Bolonya i es convertirà en el seu ajudant. Ambdós van fer múltiples experiments des de la torre Asineli i van preparar un observatori astronòmic al col·legi de Santa Llúcia.

## Obra
L'obra més notable de Riccioli és el seu Almagestum Novum (Bolonya, 1651), un monumental tractat d'astronomia (més de 1500 pàgines) en el que fa un repàs de totes les obres anteriors i una síntesi de coneixements més enllà de l'astronomia estricta (geometria, òptica, cronologia, geografia, ...). Un dels capítols més remarcables és el que confronta 126 arguments a favor (49) i en contra (77) de la teoria copernicana amb els seus arguments i contrarguments. Un dels arguments de més pes per a Riccioli és el de l'avui conegut com a efecte de Coriolis. Per això, finalment, s'inclina per un model geo-heliocèntric com el proposat per Tycho Brahe, presentant-lo, simplement, com el menys absurd entre els models discutits.
Entre les aportacions que va fer cal esmentar la nomenclatura dels accidents geogràfics de la Lluna que encara es conserva en la seva major part, el descobriment de la primera estrella binària, la millora del càlcul de les coordenades geogràfiques i el perfeccionament del pèndol com a instrument de mesura del temps.

## Eponimia
El cràter lunar  Riccioli rep el nom en el seu honor.